# Der Baron von Arizona
Der Baron von Arizona ist ein US-amerikanischer Western aus dem Jahr 1950 von Samuel Fuller, der auf einer wahren Begebenheit beruht. Vincent Price spielt den Betrüger und Hochstapler James Reavis (1843–1914). Der Film wurde von Deputy Corp. produziert.

## Handlung
Bei einer Feier für den Unionsbeitritt von Arizona im Jahr 1912 erzählt John Griff, ein Angestellter des Innenministeriums, die Geschichte des Hochstaplers James Reavis, der 1872 in Santa Fe für das Global Land Office arbeitet.
Reavis besucht in Phoenix den Mexikaner Pepito, bei dem er die junge Sofia als Pflegekind untergebracht hat. Sofia hat sich zu einer jungen Frau entwickelt. Reavis will sie nach Santa Fe mitnehmen. Er lässt sie bei Loma Morales Unterricht in Etikette nehmen. In der Zwischenzeit fertigt Reavis Grenzsteine an, mit deren Hilfe er Landansprüche des von ihm erfundenen Barons Miguel de Peralta untermauern will. Zudem fertigt er Grabsteine mit Geburts- und Todesdatum von Miguel de Peralta und dessen Ehefrau an.
Reavis reist nach Spanien. Er tritt einem Kloster bei, in dem das originale Grundbuch von König Ferdinand VI. aufbewahrt wird. Drei Jahre verbringt Reavis als Bruder Anthony im Kloster, bis er die Gelegenheit hat, Baron Miguel de Peralta als Eigentümer des Territoriums von Arizona, damals im spanischen Besitz, einzutragen. Vom Abt des Klosters erfährt er, dass es eine Kopie des Grundbuchs im Schloss des Marquis de Santella in Madrid gibt. Reavis schließt seine Fälschung ab, wird aber vom Abt ertappt und muss fliehen. Mit einer gestohlenen Kutsche baut er einen Unfall und wird von einer Gruppe Zigeuner aufgenommen.
In Madrid angekommen freundet sich Reavis mit der Marquesa de Santella an und wird ins Schloss eingeladen. Hier kann er die Grundbuchkopie fälschen und danach nach Arizona zurückkehren. Er heiratet Sofia, die er als Nachkomme der de Peraltas ausgibt, und beansprucht Arizona als seinen Besitz. Der amtliche Inspekteur Miller untersucht den Anspruch und gibt ihm nach Ansicht der Grenz- und Grabsteine statt.
Reavis beginnt, die Bewohner Arizonas auszuweisen. Der Fälschungsexperte John Griff wird konsultiert. Die Bewohner begehren gegen den Baron auf, dessen Aktionen auch von der lokalen Presse scharf kritisiert werden. Ein Angebot des Gouverneurs, 25 Millionen Dollar für das Territorium zu bezahlen, lehnt Reavis ab. Er wird mit Sofia vor das Bundesgericht zitiert, um seinen Anspruch zu beweisen.
Griff sieht sich nicht in der Lage, eine eventuelle Fälschung zu entlarven. Er wird jedoch von Pepito aufgesucht, der sein Schweigen bricht und ihm von Sofias echten Eltern berichtet, die Indianer waren. Reavis versucht, aus dem Land zu flüchten, wird aber von Griff gehindert, der ihn unter Anklage stellen lässt. Eine aufgebrachte Menschenmenge will Reavis lynchen. In dem Aufruhr wird Pepito angeschossen. Reavis beruhigt die Leute, denn sie brauchen sein Geständnis um ihr Land wiederzubekommen.
Jahre später wird Reavis aus dem Gefängnis entlassen. Er ist überrascht, dass Sofia, immer noch seine Frau, ihn zusammen mit dem genesenen Pepito und Loma abholt.

## Produktion
Gedreht wurde von Ende Oktober bis Ende November 1949 in den Universal-Studios in Universal City sowie in Florence und auf der Ranch von Ray Corrigan bei Simi Valley.

## Stab und Besetzung
Frank Paul Sylos war der Art Director, Otto Siegel und Edward R. Robinson die Szenenbildner.
In kleinen nicht im Abspann erwähnten Nebenrollen traten Richard Cramer, Stuart Holmes und Audrey Meadows in ihrem Leinwanddebüt auf.
Als Stuntman war der spätere Trashfilmregisseur Ed Wood engagiert.

## Synchronisation
Die deutsche Synchronfassung wurde von der Ala-Film GmbH in München erstellt. Das Dialogbuch schrieben Harald G. Petersson und Gisela Breiderhoff, Dialogregie führte Conrad von Molo.
| Rolle        | Schauspieler  | Deutscher Synchronsprecher |
| ------------ | ------------- | -------------------------- |
| James Reavis | Vincent Price | O. E. Hasse                |
| Sofia Reavis | Ellen Drew    | Carola Höhn                |
| John Griff   | Reed Hadley   | Wolfgang Eichberger        |

## Veröffentlichung
Die Premiere des Films fand am 1. März 1950 in Phoenix statt. In der Bundesrepublik Deutschland kam er am 24. August 1951 in einer um 10 Minuten gekürzten Fassung in die Kinos, in Österreich schon am 14. September 1951.

## Kritiken
Das Lexikon des internationalen Films schrieb: „Auf historischen Tatsachen beruhender Western, in dem sich die kraftvolle Inszenierungskunst Sam Fullers streckenweise andeutet, der seine Geschichte aber nicht immer glaubwürdig erzählt.“
Jonathan Rosenbaum vom Chicago Reader empfand den Film als sonderbaren Western. Er sei nicht Fullers bester Film, vielleicht seien das unterernährte Budget und die mangelnde Action das Problem.